# U-708
Unterseeboot 708 foi um submarino alemão do Tipo VIIC, pertencente a Kriegsmarine que atuou durante a Segunda Guerra Mundial.

## Comandantes
| Comandante           | Data                                     |
| -------------------- | ---------------------------------------- |
| Werner Heintze       | 24 de julho de 1942 - junho de 1943      |
| Oblt. Klaus Andersen | junho de 1943 - 29 de fevereiro de 1944  |
| Oblt. Ewald Pick     | 1 de março de 1944 - 14 de abril de 1944 |
| Oblt. Herbert Kühn   | 15 de abril de 1944 - 3 de maio de 1945  |

## Subordinação
Durante o seu tempo de serviço, esteve subordinado às seguintes flotilhas:
| Período                                       | Flotilha                                      |
| --------------------------------------------- | --------------------------------------------- |
| 24 de julho de 1942 - 30 de setembro de 1943  | 8. Unterseebootsflottille (treinamento)       |
| 1 de outubro de 1943 - 1 de fevereiro de 1944 | 7. Unterseebootsflottille (serviço ativo)     |
| 1 de fevereiro de 1944 - 1 de abril de 1944   | 5. Unterseebootsflottille (treinamento)       |
| 1 de abril de 1944 - 15 de março de 1945      | 21. Unterseebootsflottille (submarino escola) |
| 16 de março de 1945 - 3 de maio de 1945       | 31. Unterseebootsflottille (treinamento)      |